# Grafismo
Grafismo puede designar a:
- La particularidad de la letra escrita de una persona, estudiada por la grafología.
- La expresividad de lo gráfico en cualquiera de sus manifestaciones.
- El diseño gráfico.

- La composición gráfica que trata de interpretar un mensaje a través de elementos ordenados.

Sus fines pueden ser publicitarios, comerciales, educativos, corporativos o informativos.

## Conceptos
El grafismo tiene una serie de conceptos al combinar elementos entre sí.
- Agrupaciones: conjuntos de elementos relacionados mediante proximidad, semejanza, continuidad o simetrías.
- Forma: tanto de cada elemento gráfico aislado como de las agrupaciones de elementos.
- Contornos: partes límites de los elementos, que permiten distinguirlos de los demás y del fondo, pudiendo estar definidos mediante cambios de color o de saturación.
- Ubicación: lugar que ocupa cada elemento gráfico o agrupación de ellos en el espacio de trabajo.
- Tamaño: de cada elemento gráfico respecto los que le rodean.
- Color: de cada elemento individual, de cada agrupación de elementos, disposición relativa de los elementos con color y armonía entre colores.
- Contraste: intensidad de visualización de cada elemento con relación a los que le rodean y al grafismo completo.
- Equilibrio: cada grafismo conlleva un sistema de referencia espacial que consigue un nivel de equilibrio mayor o menor.
- Simetría/Asimetría: disposición espacial de los elementos que forman la composición gráfica.

En pintura, el grafismo proviene de la necesidad de recrear los elementos en tres dimensiones en un plano que sólo tiene dos.